# Bevern (niedersächsisches Adelsgeschlecht)

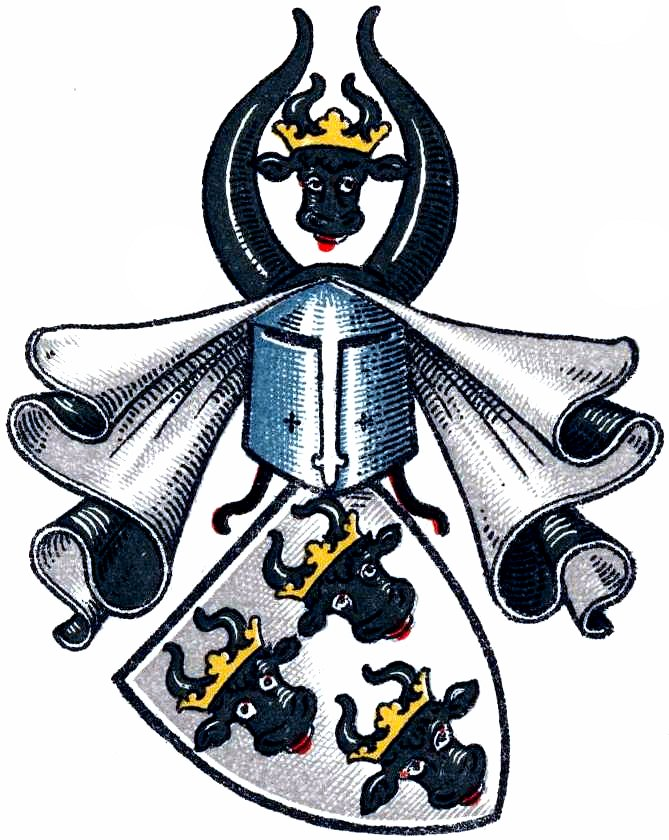
Wappen derer von Bevern bei Spießen

Die Herren von Bevern (auch: Befren) waren ein niedersächsisches Adelsgeschlecht.

## Geschichte
Der Stammsitz des Geschlechts lag in Bevern, einem Flecken im südniedersächsischen Landkreis Holzminden. Er war ein Vorgänger des heutigen Schlosses Bevern. Die Herren von Bevern waren Vasallen des Stifts Corvey und stellten Burgmänner zu Bodenwerder.
Ursprünglich soll die Familie 903 in Person eines Clamor von Bevern im Gefolge des Grafen Brunen von Eberstein aus dem Adelsgeschlecht Everstein in die Gegend gekommen sein. Aufgrund seiner Dienste sei er von dem Grafen Everstein mit Land am Beverbach zwischen dem Sollinger Wald und dem Eversteinschen Gebirge belohnt worden. Das errichtete Haus und Dorf Bevern seien durch Raub und Brand dreimal zerstört worden. Stammvater Clamor soll mit einer von Haßvörde verheiratet gewesen sein, die ihm einen Sohn geboren habe, der nach Graf Bruno von Everstein auf Brun (Bruno) getauft worden sein soll. So stehe es in einem Memorienbuch des Klosters Kemnade.
Die Gebrüder Wickbolt, Hildebolt und Arnoldt von Bevern, Burgmänner zu Bodenwerder, sowie deren Vettern, Gebrüder Clamor, Johann und Heinemann von Bevern, nahmen 1107 an einem Turnier zu Hameln teil.
Im 15. Jahrhundert erscheint ein Johann von Bevern, verheiratet mit einer von Hall, der zwei Söhne hatte:
1. Bruno von Bevern erbte Haus und Dorf Bevern mit seinem Zubehör und seinen Gerechtigkeiten. 1501 erbaute er mit Zustimmung des Fürsten von Braunschweig die erste St.-Johannis-Kirche in Bevern. Er war mit einer von Campe zu Deensen verheiratet und hatte mit ihr einen Sohn Hermann. Als Bruno von Bevern starb, wurde er bei seinen Vorvätern im Kloster Amelungsborn begraben. Sohn Hermann wiederum hatte vier Söhne und zwei Töchter: Berndt († Hermannsburg), verheiratet mit einer von Haselhorst, ohne Nachkommen; Christophel († 1546, begraben im Kloster Kemnade), verheiratet mit einer von Frisingehausen, eine Tochter namens Margareta, die einen Wilhelm von Amelunxen heiratete; Erasmus und Dieterich, beide ohne Erben verstorben; Agnesa, ging ins Kloster Kemnade; Anna, verheiratet mit Herbordum von Frencke.
2. Hermann von Bevern erhielt aus dem väterlichen Erbe den Hof Bodenwerder mit seinem Zubehör. Er heiratete eine von Alten, danach eine von Blumin. Er hatte zwei Söhne: Wolfgang und Johann Wolfgang. Als Hermann von Bevern verstarb, wurde er im Kloster Amelungsborn begraben. Sohn Johann (Wolfgang) von Bevern († 1565) war ein gottesfürchtiger, aufrichtiger Mann, der sich auch erfolgreich als Kriegsmann bewies. Er war mit Ermegardt Stapel († 1560) verheiratet, die ihm 19 Kinder begar. 17 waren laut Letzner 1596 bereits verstorben u. a. Anna († 1558). Eine noch lebende Tochter war mit Frantzen de Wreden verheiratet. Der letzte Sohn, Bruno Arnold von Bevern († 1588), war Letzter im Mannesstamm.

Bei Letzner findet sich auch folgendes Epitaph zu den Eheleuten Johann (Wolfgang) von Bevern und Ermgard Stapel:
Hie schlefft im Grab ein Edelman/

Johann von Beuern war sein Nahm.

Welcher von dieser argen Welt/

Geschieden ist/ als man da zehlt

Tausent Fuenfhundert sechzig jahr

Und fuenff/ den zwey un zwantzigsten zwar,

Des Monden Februarii/

Ruget nun sanfft im Herren hie.

Zuuor als funffzehn hundert jahr

Und sechzig nur die jahrzahl war/

Am Tag Liechtmessen wol und fein/

Sein Ehefrau ist geschlaffen ein.

Stapel geborn genandt Ermgardt/

Die neunzehn Kinder Mutter wardt.

Warten beydt mit ihrn Kindern gleich

Der Aufferstehung zu Gotts Reich.

Amen.

Johannes Sagittarius

Paster in Beuern.

## Wappen
In Silber drei (2:1) schwarze, gekrönte Ochsenköpfe mit roten Zungen. Auf dem Helm ein solcher Ochsenkopf zwischen zwei schwarzen Büffelhörnern. Die Helmdecken sind schwarz-silber.
Weitere Wappendarstellungen:

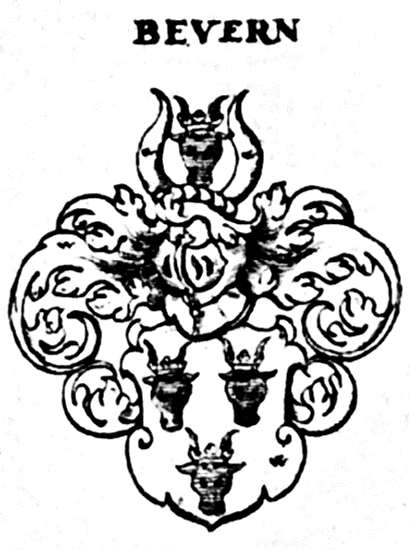
Wappen derer von Bevern bei Siebmacher
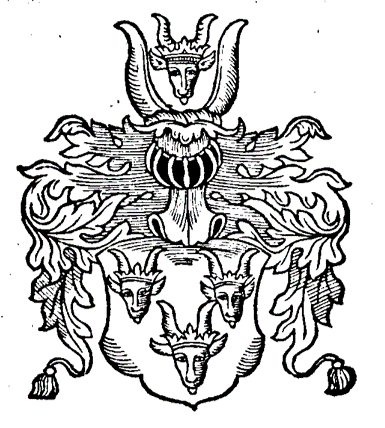
Wappen derer von Bevern bei Letzner

Dem Wappen nach war das Geschlecht eines Stammes mit der im 14. Jahrhundert erloschenen Familie von Haßvörde. Laut Letzner war die Ehefrau des Stammvaters Clamor von Bevern eine von Haßvörde.